# 崔克车队
崔克车队，现名利多-崔克车队（Lidl–Trek，UCI隊碼：LTK）是一支职业公路自行车队，目前注册在美国。
该车队的前身可追溯到2011年成立的猎豹崔克车队（Leopard Trek）。2012年，RadioShack车队并入该车队，成为RadioShack-尼桑-崔克车队，注册在卢森堡。随着2012年兰斯·阿姆斯特朗等人被确认服用禁药，尼桑撤出冠名赞助。
2013年，RadioShack不再续约赞助，卢森堡商人弗拉维奥·贝卡无力负担车队。车队于2014年起由美国自行车制造商崔克接手，更名为崔克工厂车队，转而注册到美国。
2016年，意大利咖啡世家兰铎加入联名赞助，更名为崔克-世家兰铎车队。2013年，利多超市接手联名赞助，更名为利多-崔克车队。